# Reddit
Reddit (/ˈrɛdɪt/; рус. Ре́ддит) — сайт, сочетающий черты социальной сети и форума, на котором зарегистрированные пользователи могут размещать ссылки на какую-либо понравившуюся информацию в интернете и обсуждать её. Как и многие другие подобные сайты, Reddit поддерживает систему голосования за понравившиеся сообщения — наиболее популярные из них оказываются на заглавной странице сайта. Один из наиболее популярных сайтов в мире — 20-е место по посещаемости по данным SimilarWeb.
Создатели объясняют название «Reddit» игрой слов от англ. «I read it on Reddit» (рус. «я прочёл это на Реддит»).

## История
Reddit был основан 23 июня 2005 года выпускниками Виргинского университета Стивом Хаффманом и Алексисом Оганяном. Первоначальное финансирование проект получил через венчурный фонд «Y Combinator». В январе 2006 года к команде присоединился Аарон Шварц после объединения Reddit с его проектом Infogami. 31 октября 2006 года проект был приобретён издательством Condé Nast (владельцем журнала «Wired»), после чего Шварц был уволен.
18 июня 2008 года Reddit открыл программное обеспечение проекта, за исключением кода, отвечающего за борьбу со спамом.
В 2010 году пользователи сайта собрали более 180 тысяч долларов США для помощи жертвам землетрясения на Гаити.
6 сентября 2011 года Reddit начал работать под управлением «Advance Publications», дочерней компании «Condé Nast», фактически получив независимость от последних.
В январе 2012 года сайт объявил об участии в 12-часовом отключении в знак протеста против Stop Online Piracy Act. Отключение сайта было произведено 18 января, и совпало с отключением Википедии и других сайтов, участвовавших в акции.
9 февраля 2021 года интернет-портал провёл пятый раунд финансирования, в рамках которого компании удалось привлечь порядка $250 млн, доведя оценку стоимости бизнеса до $6 млрд.
В феврале 2023 года, используя фишинг, хакеры взломали сайт, получив доступ к внутренним документам и коду платформы.
В феврале 2024 года Reddit объявил о партнёрстве с Google на сумму около $60 млн в год для лицензирования своего пользовательского контента с целью обучения моделей искусственного интеллекта Google. Данное сотрудничество также позволит Reddit получить доступ к сервису Vertex AI, который поможет улучшить качество поиска на сайте компании.

### The Button
1 апреля 2015 года на Reddit появился подраздел r/thebutton. Он содержал кнопку, таймер, отсчитывающий 60 секунд, счётчик и краткое описание, сообщающее, что кнопку может нажать только владелец аккаунта, созданного ранее 1 апреля, и нажать на кнопку можно только один раз. Нажатие на кнопку приводило к сбросу таймера и увеличению счётчика на единицу. Пользователь, участвующий в обсуждении, отмечался специальной круглой меткой. Тот, кто не нажимал на кнопку (non presser), имел метку серого цвета. Метка остальных содержала время на таймере, когда благодаря нажатию на кнопку он перезапускался, от этого же зависел и цвет метки. 5 июня 2015 года эксперимент завершился, а подраздел был заархивирован.

## Сообщество
54 % пользователей сайта являются мужчинами, 54 % — проживают в США. По состоянию на 2013 год 6 % взрослых пользователей интернета в США являлись пользователями Reddit, при этом большинство пользователей сайта относилось к возрастной группе от 18 до 29 лет.

### Reddit-эффект
Мощный всплеск посещаемости веб-сайта после того, как ссылка на этот ресурс появилась на Reddit. Эффект бывает настолько силён, что его последствия сравнимы с DoS-атакой: он может приводить к краху небольших сайтов, вследствие отсутствия у них ресурсов для работы с такими объёмами трафика. Устоявшимся наименованием для такого события является «слешдот-эффект».

### Тайный Санта
Начиная с 2009 года тысячи пользователей сайта принимают участие в рождественской акции «Тайный Санта». В ходе неё люди анонимно обмениваются подарками, в акции на сайте принимали участие такие знаменитости как Билл Гейтс, Снуп Догг и Арнольд Шварценеггер и другие.

### Биржа мемов
В 2017 году пользователями сайта была создана биржа мемов «MemeEconomy». Стоимость картинок на ней рассчитывается исходя из их вирусной популярности.

## Блокировка и штраф в России
С 12 по 13 августа 2015 года ресурс был заблокирован Роскомнадзором из-за наличия на нём страницы с запрещённым к распространению на территории Российской Федерации контентом (наркотики).
15 августа 2023 года российский суд оштрафовал Reddit на 2 миллиона рублей за неудаление информации, касающейся эскалации нападения Российской Федерации на Украину, признанной судом недостоверной.

## Аналоги и конкуренты
- Digg — конкурирующий англоязычный социальный новостной сайт[7].
- Пикабу — наиболее популярный[27] русскоязычный социальный новостной сайт[7][28].
- Pinterest — тематический социальный новостной сайт, ориентированный на фотографии.
- Хабр — русскоязычный сайт, сочетающий в себе функции новостного сайта и коллективного блога.
- dirty.ru — один из первых коллективных блогов в рунете.